# UCI-Bahnrad-Weltcup

Logo des UCI-Bahnrad-Weltcups

Der UCI-Bahnrad-Weltcup umfasste drei bis fünf Weltcup-Rennen pro Saison und fand von 1993 bis 2020 während der Wintermonate statt.

## Geschichte
Der Bahnrad-Weltcup wurde vom Weltradsportverband Union Cycliste Internationale (UCI) im Jahre 1993 eingeführt, um dem schleichenden Popularitätsverlust des Bahnradsports und der damit verbundenen drohenden Reduzierung der Anzahl der olympischen Radsport-Disziplinen durch das IOC zu begegnen, was jedoch nur eingeschränkt gelang. Ein weiterer Grund war die sportliche Aufwertung des Bahnradsports und eine sinnvolle Ergänzung der populären Sechstagerennen, die als eine gute Kombination zwischen Sport und Unterhaltung gelten.
Weltcup-Rennen wurden in allen Disziplinen der Bahn-Radweltmeisterschaften über einen Zeitraum von drei Tagen (Freitag–Sonntag) durchgeführt. Ab 2007/2008 wurden insgesamt neun Männer- und acht Frauenwettbewerbe ausgetragen; ab der Saison 2010/2011 zehn Männer- und acht Frauenwettbewerbe. Neu aufgenommen in das Programm wurde, angepasst an das olympische Programm, das Omnium.
Die Platzierungen bei den Weltcups entschieden über die Qualifizierung einzelner Fahrer für die Weltmeisterschaften sowie über die Anzahl der Startplätze der einzelnen Nationen.
Von der Saison 2020/21 an wurde der Bahnrad-Weltcup durch den UCI Track Cycling Nations’ Cup ersetzt, der in jährlich drei Läufen in den Monaten April bis September ausgetragen werden soll und Nationalteams vorbehalten ist. 2021 gab es die UCI Track Champions League auf Mallorca, bei der innerhalb von zwei Stunden und nur mit kurzen Pausen acht Rennen bestritten wurden. Zusätzliche Lichtshows und ein Überblick über die verschiedenen Leistungen auf dem TV-Bildschirm sollten das Event für das Publikum besonders attraktiv machen.

## Reglement
Es wurden verschiedene Disziplinen ausgetragen:
Männer:
- 1000-Meter-Zeitfahren
- Sprint
- 4000-Meter-Einerverfolgung
- 4000-Meter-Mannschaftsverfolgung
- Keirin
- Teamsprint
- 30-km-Punktefahren
- 40-km-Madison
- 15-km-Scratch

Frauen:
- 500-m-Zeitfahren
- Sprint
- 3000-Meter-Einerverfolgung,
- 3000-Meter-Mannschaftsverfolgung (ab 2007/08)
- Keirin
- Teamsprint
- 20-km-Punktefahren
- 10-km-Scratch

Es wurden in allen Wettbewerben 12-1 Punkte für die jeweils zehn besten Fahrer vergeben, die sowohl in die Weltcup-Team- bzw. Länderwertung als auch in die Gesamt-Einzelwertung durch Addierung der Einzelergebnisse aller Weltcup-Rennen der Saison einflossen.
Die Anzahl der zu vergebenden Weltcup-Punkte war bei allen Wettbewerben gleich und unterschied sich nicht nach ihrer Bedeutung. Die Ermittlung der Sieger in den einzelnen Disziplinen waren im Reglement der UCI fest vorgeschrieben und entspricht prinzipiell dem Reglement für Bahn-Radweltmeisterschaften.
An den Wettbewerben des Bahnrad-Weltcups nahmen die Fahrer als Mitglieder von Nationalmannschaften oder UCI Track Teams teil.

## Austragungsorte
Weltcuprennen wurden von der UCI für mindestens zwei Jahre an Bewerberstädte vergeben. Mindestens 50 Prozent der Austragungen sollten in Europa stattfinden. Seit 2003 waren dabei: Sydney, Moskau, Kopenhagen, Cali, Manchester, Los Angeles, Kapstadt, Aguascalientes, Melbourne und Peking.